# 州間高速道路40号線
州間高速道路40号線（しゅうかんこうそくどうろ40ごうせん、I-40; Interstate 40）はカリフォルニア州バーストウの州間高速道路15号線からノースカロライナ州ウィルミントンまでを東西に結ぶアメリカの州間高速道路である。現在の東の終点であるウィルミントンまで延伸したのは近年の話で、それまではノースカロライナ州ローリーが東の終点であった。
当路線に附属する二級州間高速道路は、140、240、440、540、640号線である。
U.S. Route 66が指定されていた最末期の時代、アリゾナ州キングマンからオクラホマシティまでの間、都市部以外は40号と重複路線として指定されていた。

## 全長
| マイル   | キロメートル | 州                 |  |
|          |              |                    |  |
| 154.61   | 248.82       | カリフォルニア州   |  |
| 359.48   | 578.53       | アリゾナ州         |  |
| 373.51   | 601.11       | ニューメキシコ州   |  |
| 177.10   | 285.01       | テキサス州         |  |
| 331.03   | 532.74       | オクラホマ州       |  |
| 284.69   | 458.16       | アーカンソー州     |  |
| 455.28   | 732.70       | テネシー州         |  |
| 423.55   | 681.64       | ノースカロライナ州 |  |
|          |              |                    |  |
| 2,559.25 | 4,118.71     | 合計               |  |

## 通過する主要都市

### カリフォルニア州

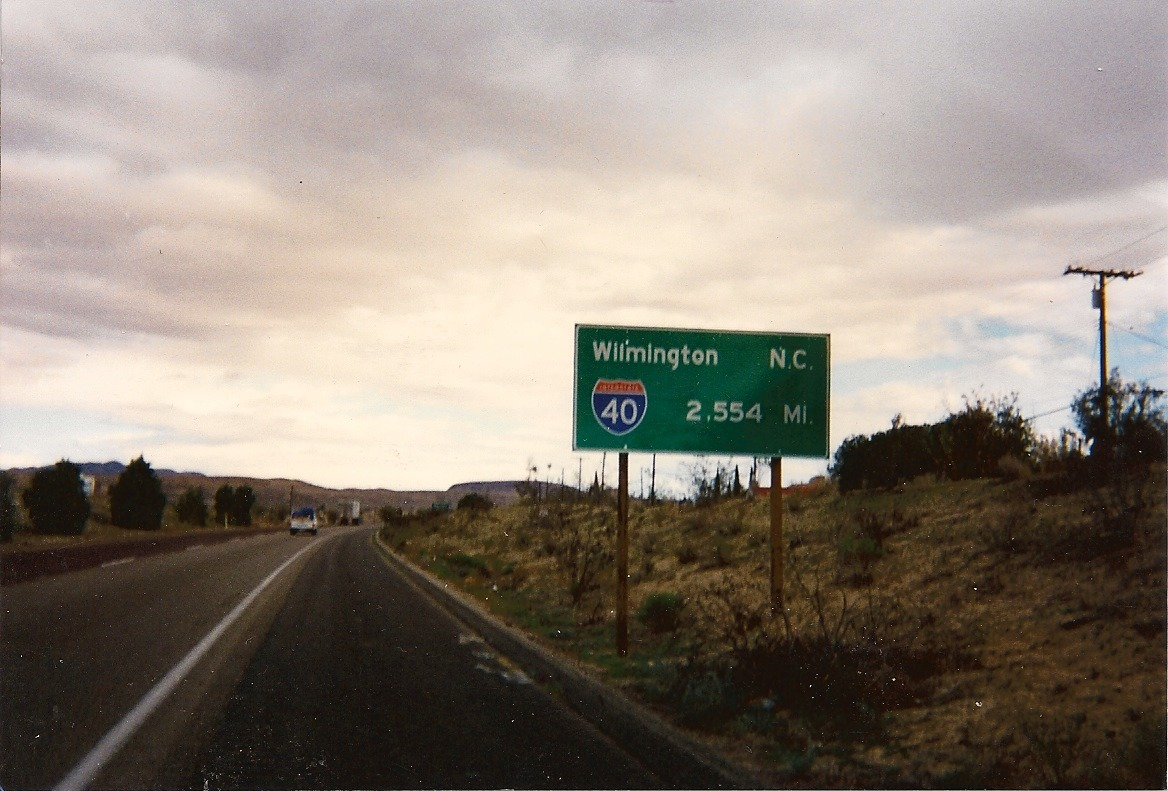
始点のバーストウに設置された、終点のノースカロライナ州ウィルミントンまでの距離が示された40号線の看板

- バーストウ

### アリゾナ州
- キングマン
- フラッグスタッフ

### ニューメキシコ州
- アルバカーキ

### テキサス州
- アマリロ

### オクラホマ州

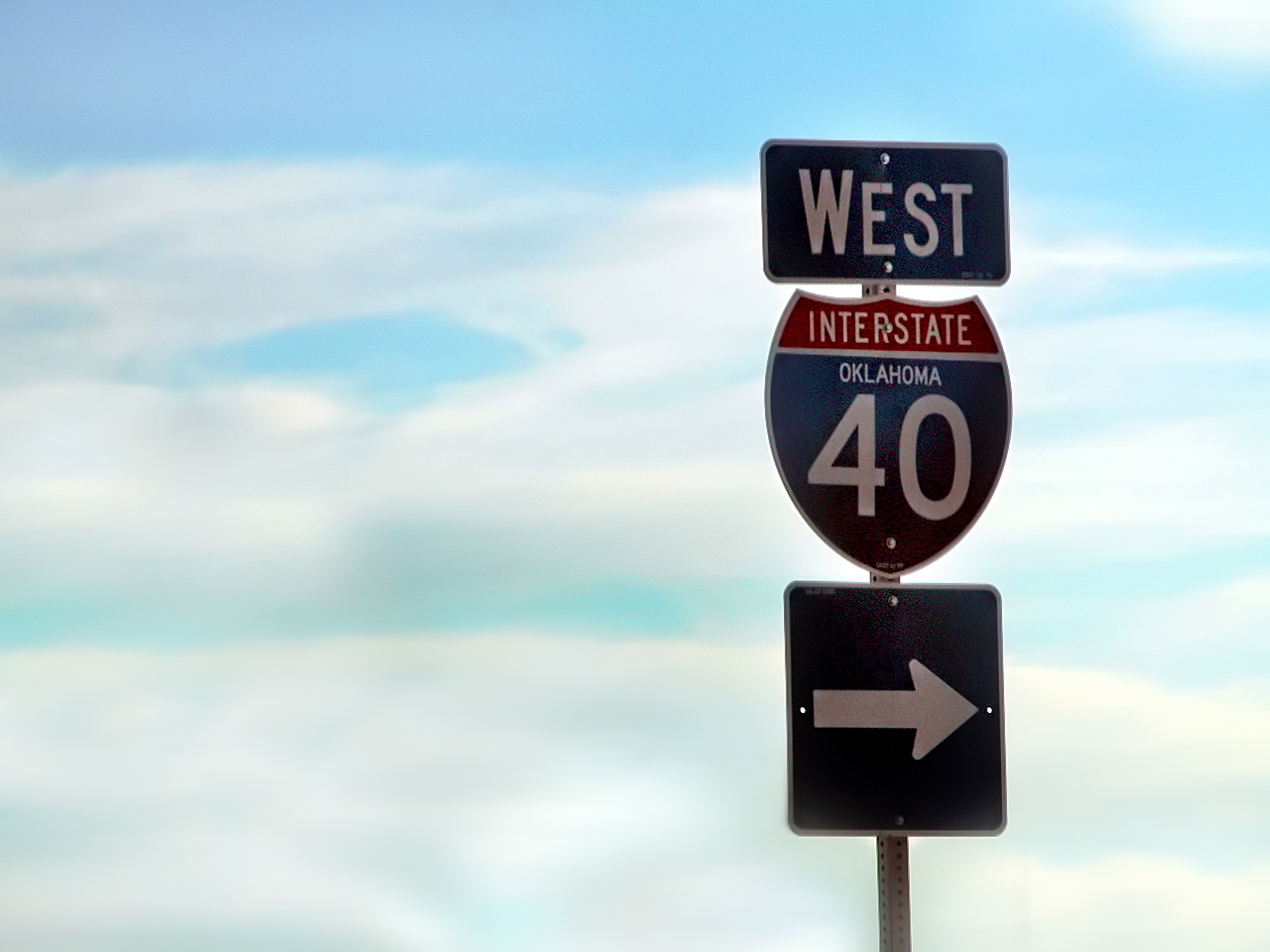
オクラホマ州にある40号線の標識

- オクラホマシティ

### アーカンソー州
- リトルロック

### テネシー州

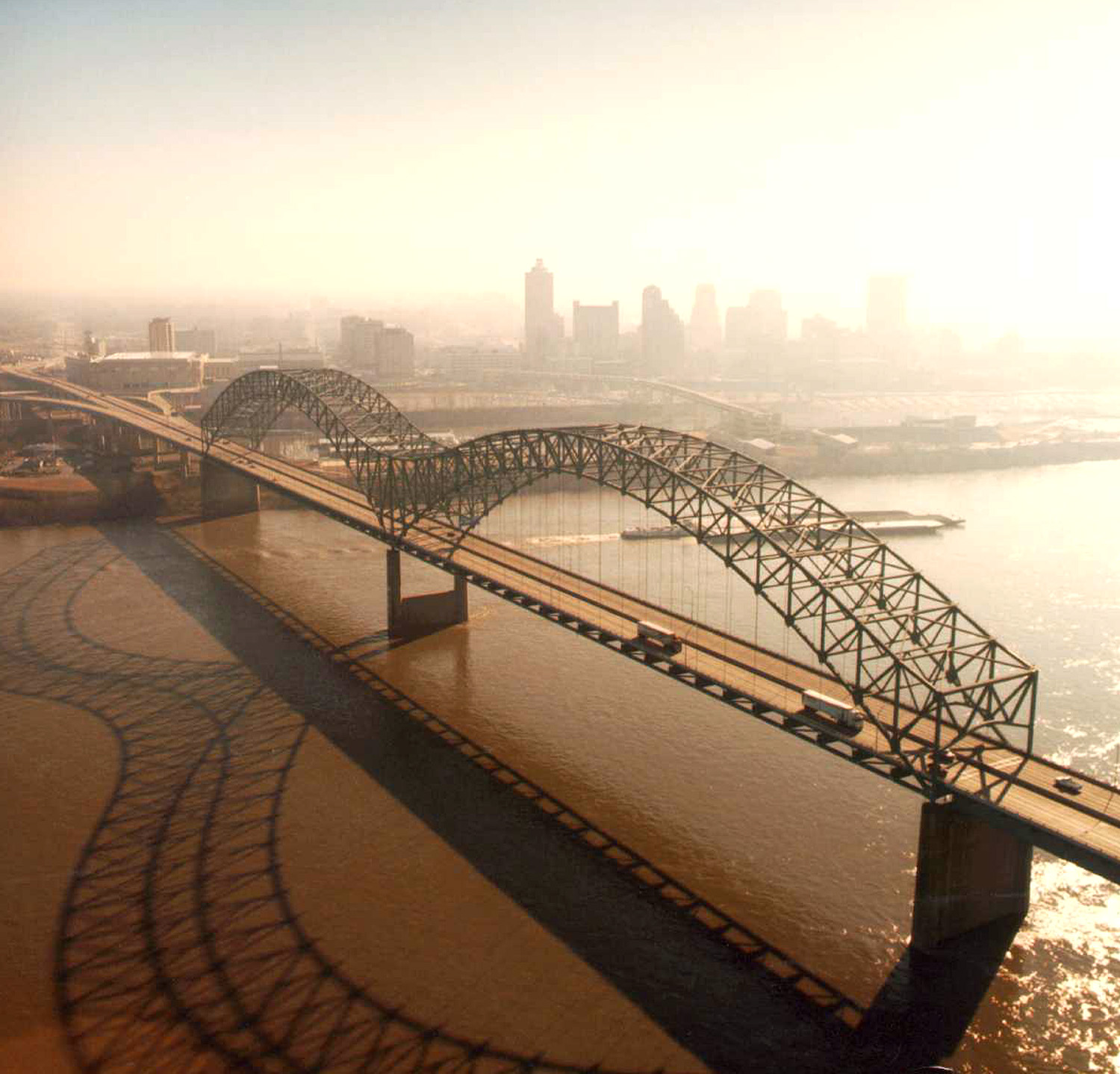
40号線はエルナンド・デ・ソト橋でミシシッピ川を渡り、メンフィスへ入る

- メンフィス
- ジャクソン
- ナッシュビル
- ノックスビル

### ノースカロライナ州
- アシュビル
- グリーンズボロ
- ローリー
- ウィルミントン

## 接続する州間高速道路

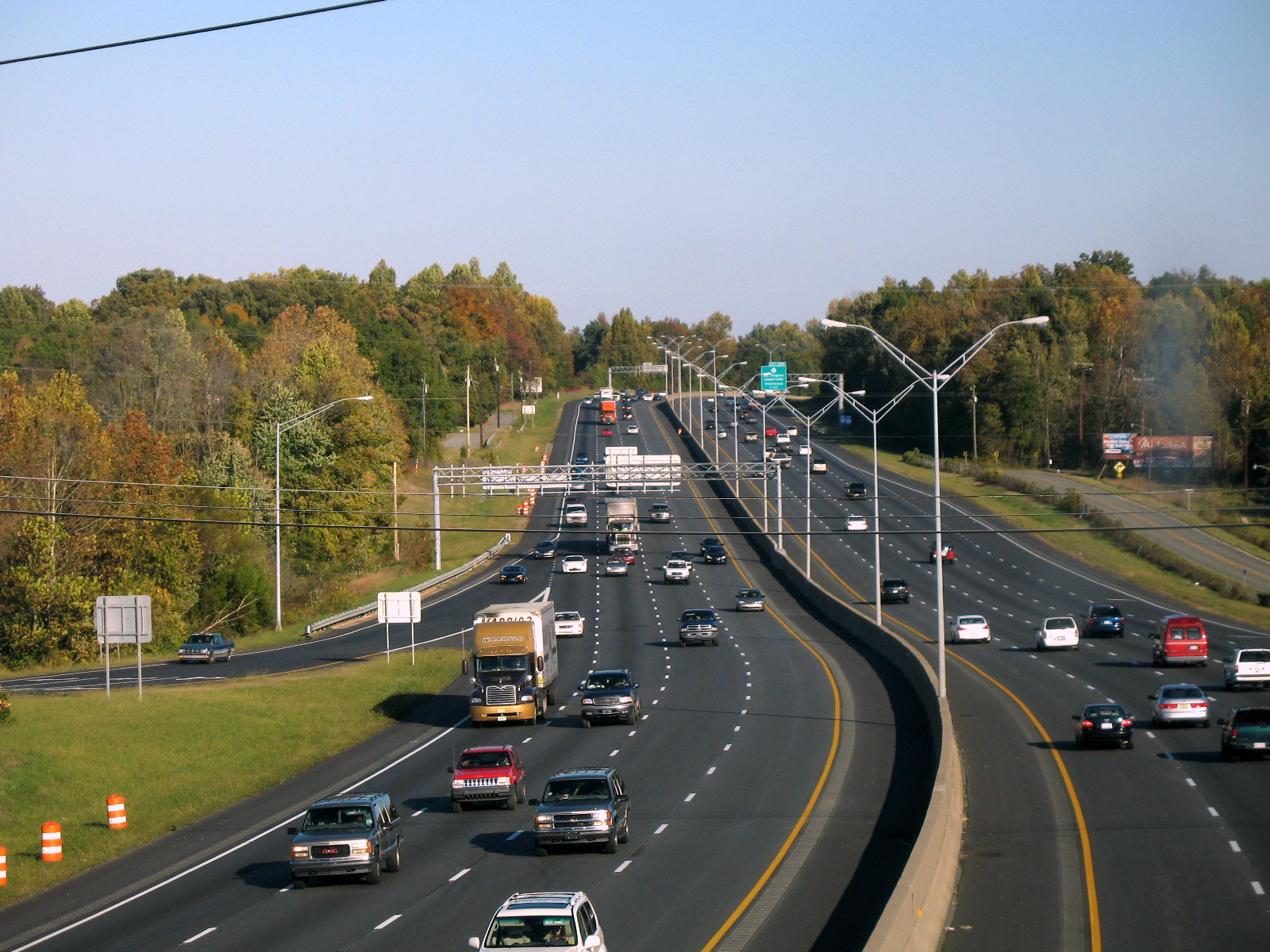
ノースカロライナ州でのI-40とI-85の重複区間

（注）二級州間高速道路は除く
- カリフォルニア州
  - 州間高速道路15号線
- アリゾナ州
  - 州間高速道路17号線（フラッグスタッフ）
- ニューメキシコ州
  - 州間高速道路25号線（アルバカーキ）
- テキサス州
  - 州間高速道路27号線（アマリロ）
- オクラホマ州
  - 州間高速道路35号線・州間高速道路44号線（オクラホマシティ）
- アーカンソー州
  - 州間高速道路30号線（リトルロック）
  - 州間高速道路55号線（ウェストメンフィス）
- テネシー州
  - 州間高速道路69号線（メンフィス）（計画線）
  - ・州間高速道路24号線・州間高速道路65号線（ナッシュビル）
  - 州間高速道路75号線（368番出口 - 385番出口（ノックスビル付近）まで重複区間）
  - 州間高速道路81号線
- ノースカロライナ州
  - 州間高速道路26号線（アシュビル）
  - 州間高速道路77号線（スティトビル）
  - 州間高速道路85号線（グリーンズボロ - ダーラム）
  - 州間高速道路95号線（40号側328番出口、95号81番出口）